# Хредле (Раковњик)
Хредле (чеш. Hředle) је насељено мјесто са административним статусом сеоске општине (чеш. obec) у округу Раковњик, у Средњочешком крају, Чешка Република.

## Становништво
Према подацима о броју становника из 2014. године насеље је имало 594 становника.